# Rhantus papuanus
Rhantus papuanus là một loài tuyệt chủng trong họ Dytiscidae. Nó là loài đặc hữu của Papua New Guinea.